# Waldemar Glinka
Waldemar Glinka (* 9. Januar 1968 in Jelenia Góra) ist ein polnischer Langstreckenläufer, der sich auf den Marathon spezialisiert hat.
Er wurde mehrmals polnischer Meister – unter anderem 1996 im 10.000-Meter-Lauf – sowie 2003 und 2004 im Marathon. In Deutschland bekannt wurde er durch seinen Sieg beim Hannover-Marathon 2000. Im selben Jahr stellte er in Hofu seine persönliche Bestzeit von 2:11:40 im Marathonlauf auf.
Beim Marathon der Olympischen Spiele 2004 in Athen belegte er den 34. Platz.